# 弗雷迪 (歌手)

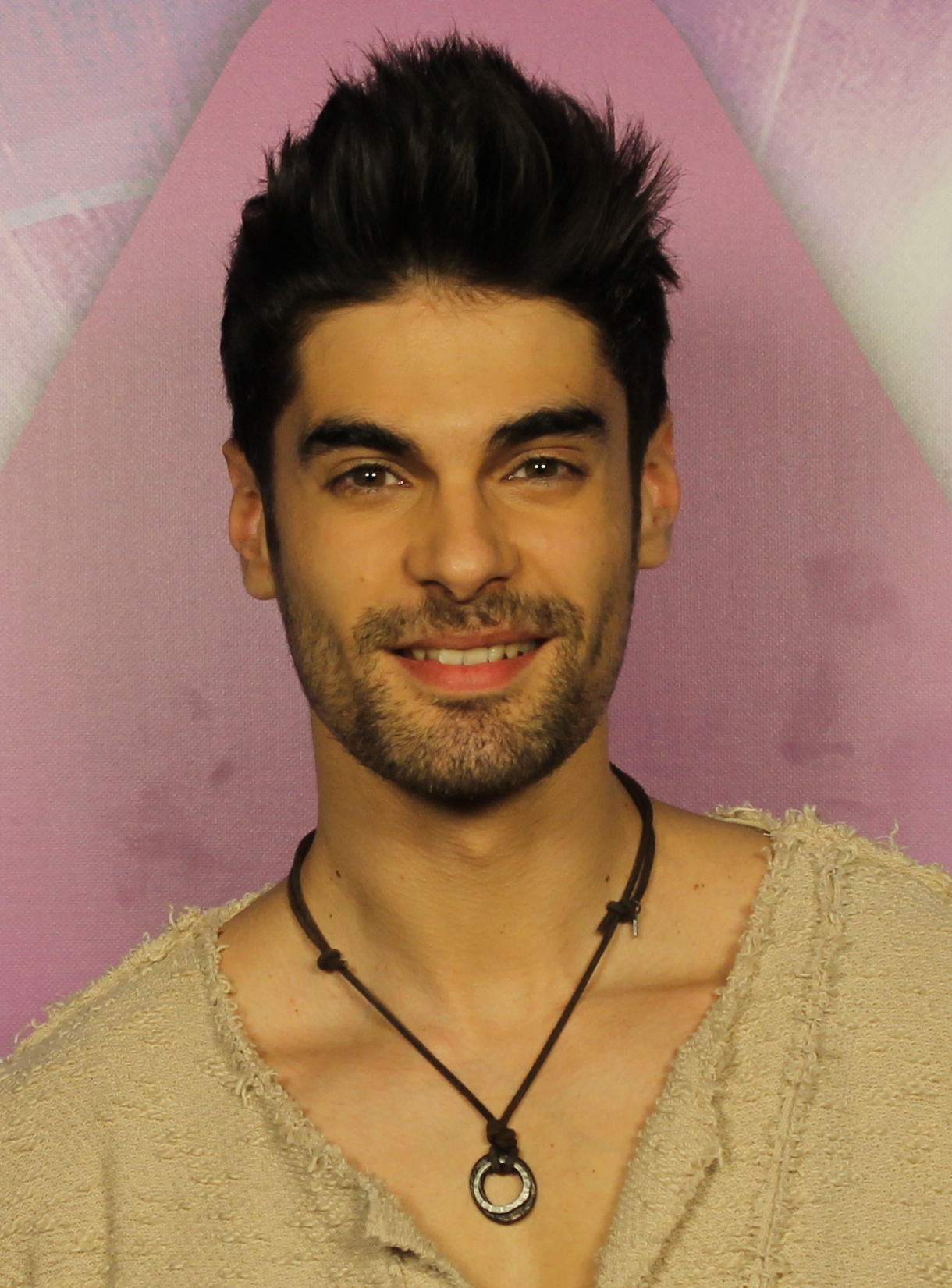
2016年时的弗雷迪

费赫尔瓦里·加博尔·奥尔弗雷德（匈牙利語：Fehérvári Gábor Alfréd；1990年4月8日—），以其艺名弗雷迪（Freddie）而著称，是一位匈牙利歌手。他出道于匈牙利版的歌唱选秀电视节目《上升之星》的第一季，名列第四名。后来，他代表匈牙利参加了2016年歐洲歌唱大賽。